# Петроковец, Марк Иосифович
Марк Ио́сифович Петрокове́ц (10 апреля 1937 — 18 ноября 2006) — советский и белорусский учёный в области трибологии. Доктор технических наук.

## Биография
Родился в Гомеле. Окончил физико-математический факультет Гомельского педагогического института (1959). Преподавал математику в средних школах Брестской области. С 1963 года в Институте механики металлополимерных систем НАНБ — лаборант, старший механик, младший, старший, ведущий и главный научный сотрудник. В 1970 году защитил кандидатскую диссертацию. Основное направление его научных исследований — механика дискретного фрикционного контакта и её применение для расчётов узлов трения. Автор более 80 научных трудов и публикаций, в том числе 7 монографий (3 изданы за рубежом). Имеет 4 авторских свидетельства об изобретениях.
Член редакционного совета международного журнала «Трение и износ», Белорусского трибологического общества, специализированного совета Института механики металлополимерных систем НАНБ по защите докторских диссертаций.